# Estação Porte de Bagnolet
Porte de Bagnolet é uma estação da linha 3 do Metrô de Paris, localizada no 20.º arrondissement de Paris.

## Situação
A estação está situada sob a rue Belgrand, no cruzamento com o boulevard Davout e o boulevard Mortier.

## História
A estação foi aberta ao público em 2 de abril de 1971, durante a extensão da linha 3 depois de Gambetta para Gallieni.
Ela foi parcialmente renovada em 2005 sem no entanto estar fechada. O número diário de passageiros que entraram foi de 14 700 em 2003.
Em 2011, 4 751 655 passageiros entraram nesta estação. Ela viu entrar 4 487 998 passageiros em 2013, o que a coloca na 102ª posição das estações de metrô por sua frequência.

## Serviços aos passageiros

### Acessos

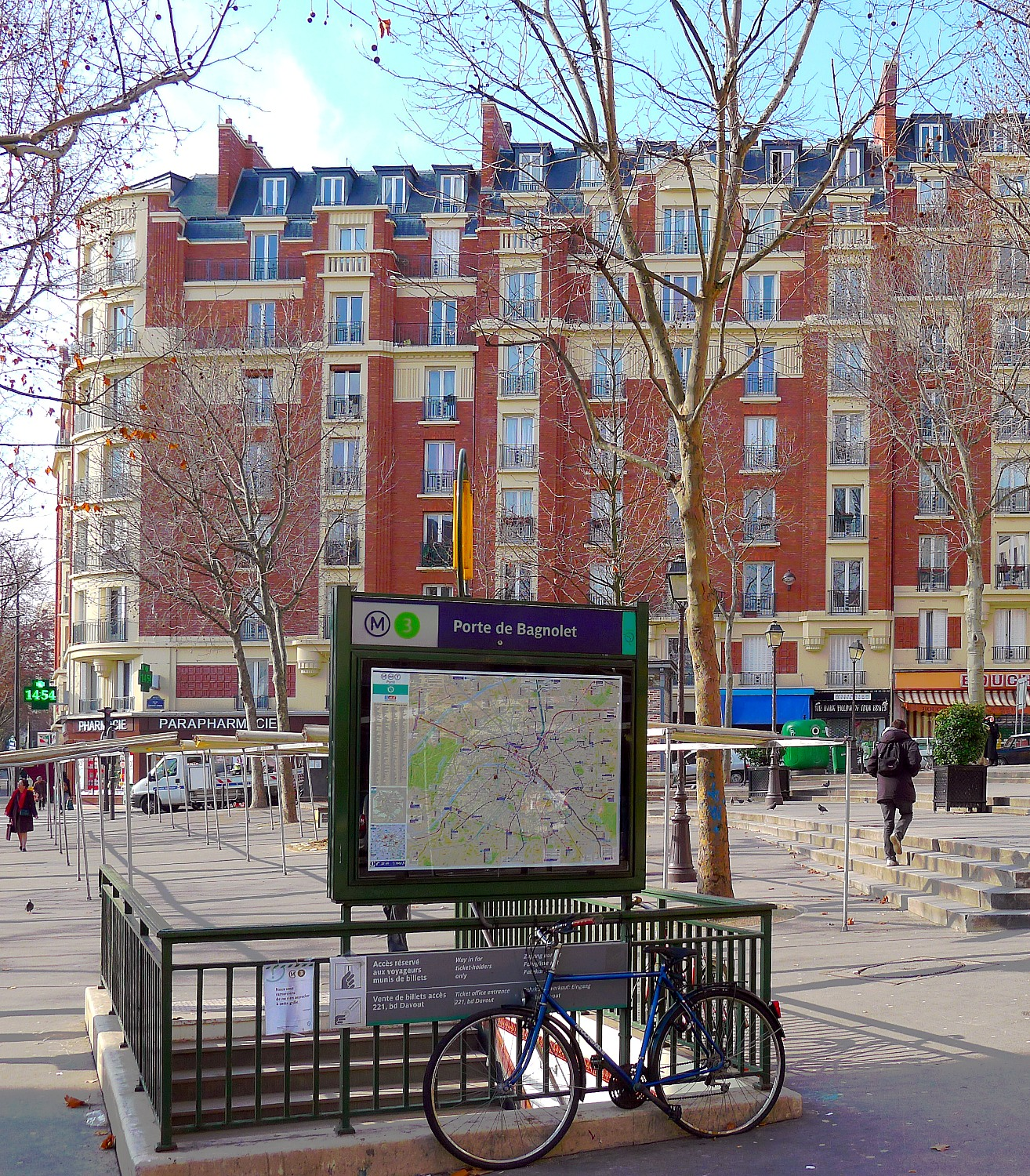
Acesso place Édith-Piaf.

A estação possui cinco acessos que levam ao boulevard Mortier, ao boulevard Davout, à place Édith-Piaf, à rue Belgrand e à rue de la Py.

### Plataformas
Porte de Bagnolet é uma estação de configuração padrão: ela possui duas plataformas laterais separadas pelas vias do metrô e a abóbada é elíptica. A decoração é bastante semelhante ao estilo "Mouton-Duvernet" com pés-direitos cobertos com telhas beges biseladas colocadas verticalmente e alinhadas, uma abóbada pintada de branco assim como uma iluminação fornecida por duas faixas suspendidas. Os quadros publicitários são metálicos, cinzas e salientes, e o nome da estação é inscrito em fonte Parisine em placas esmaltadas. Os assentos são do estilo "Motte" de cor vermelha.

### Intermodalidade
A estação é servida pela linha de tramway T3b, pelas linhas de ônibus 57, 76, 102 e 351 da rede de ônibus RATP e, à noite, pelas linhas N16, N34, N141 e N142 do Noctilien.

## Pontos turísticos
- Porte de Bagnolet